# Distrito Escolar Independiente Cypress-Fairbanks

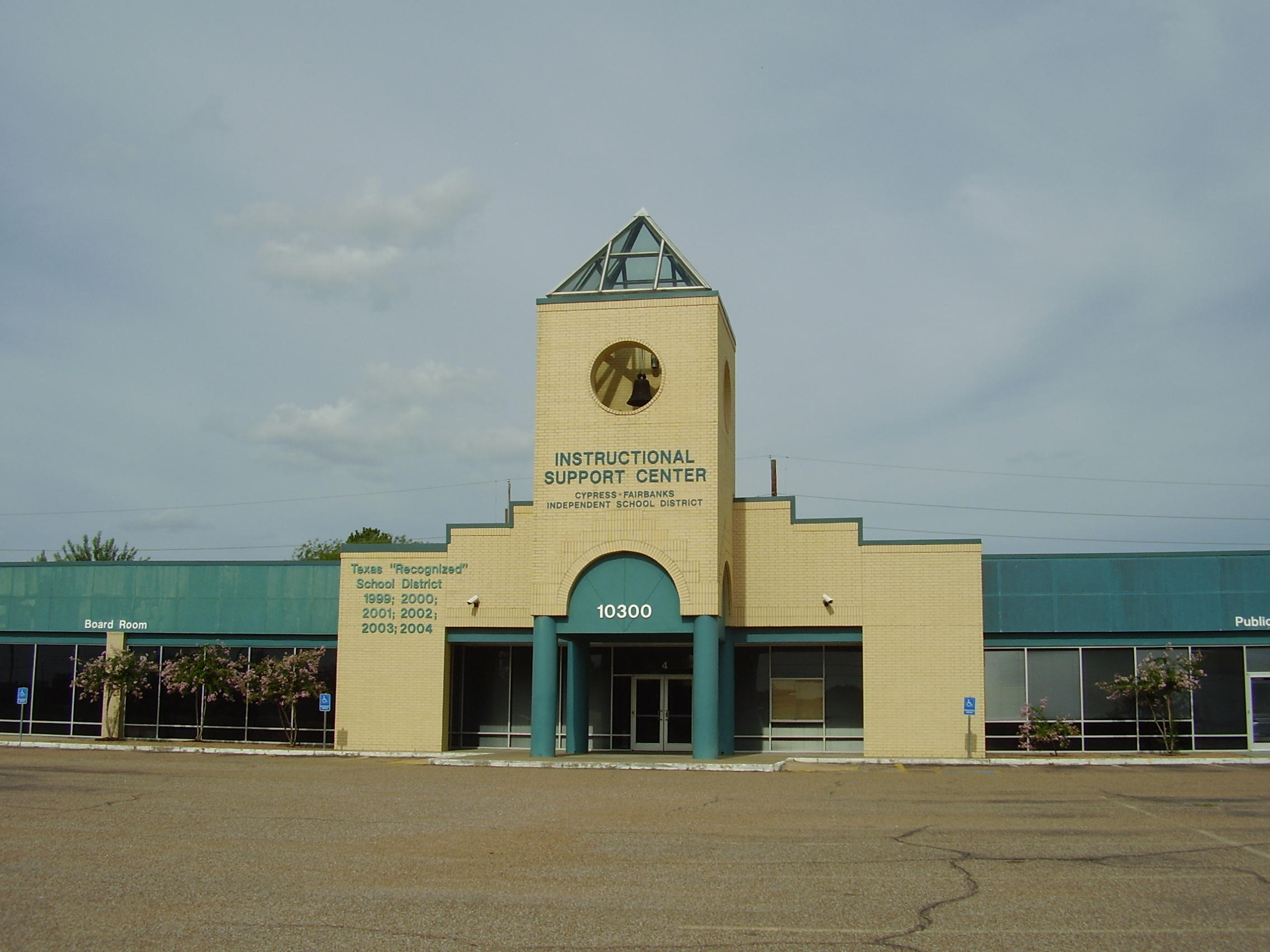
Cypress-Fairbanks Independent School District Instructional Support Center, la sede del distrito.

El Distrito Escolar Independiente Cypress-Fairbanks (Cypress Fairbanks Independent School District o CFISD en inglés) es un distrito escolar en el estado de Texas, Estados Unidos. Su sede está en un área no incorporada en el Condado de Harris, Texas.
El distrito sirve a un parte de la ciudad de Houston, la ciudad de Jersey Village y otras áreas no incorporadas al Condado de Harris incluyendo a la comunidad de Cypress. 
En el año 2010, la Agencia de Educación de Texas (TEA por sus siglas en inglés) dio reconocimiento de estado ejemplar o estado reconocido a 75 de las 78 escuelas que forman parte del distrito, haciendo así que se considere a Cypress-Fairbank Independent School District como el distrito más grande de Texas con más reconocimientos.

## Historia
Las primeras clases del distrito se conducían en una iglesia. En 1884, residentes del área construyeron un edificio para las clases en tierra donada. En 1939 se decidió por votación crear un distrito escolar para las ciudades de Cypress y Fairbanks. Los resultados de la elección pasaron por un voto de 129-66 en Cypress y 90-87 en Fairbanks. 

## Escuelas

### Escuelas primarias

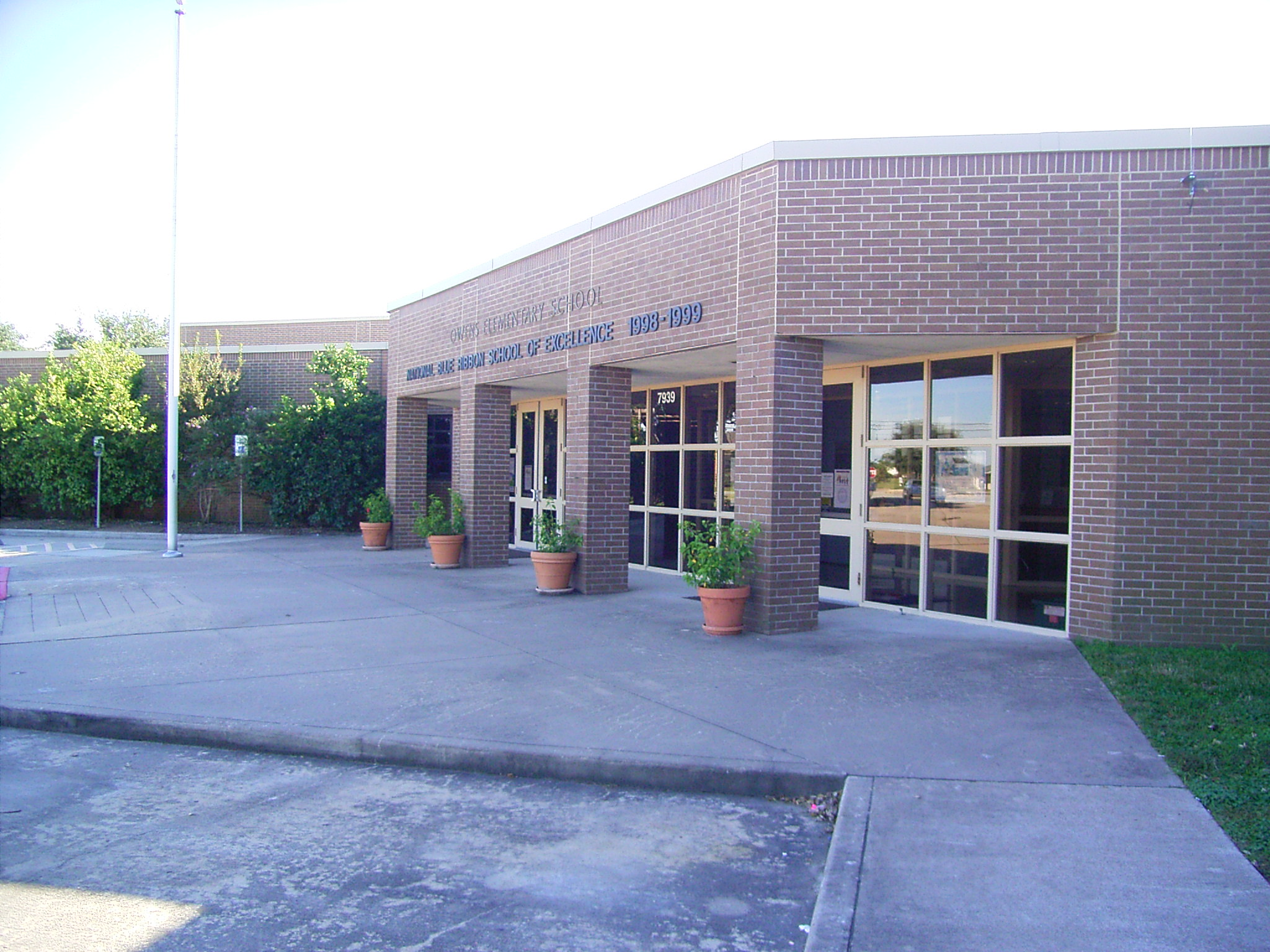
Escuela Primaria Owens

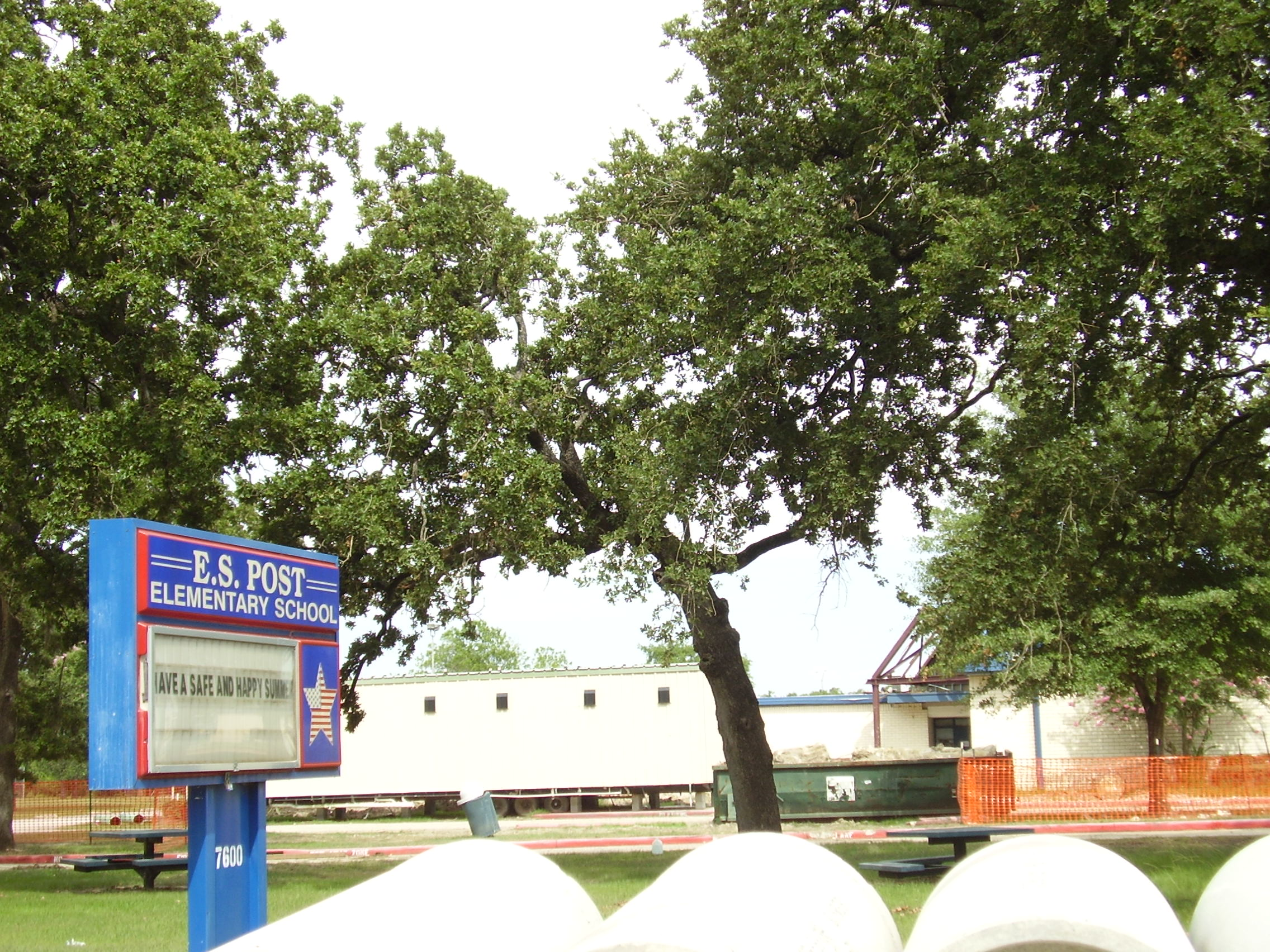
Escuela Primaria E. S. Post (Bajo construcción)

| - Adam - André - Ault - Bane - Bang (Houston) - Birkes - Black - Copeland - Danish - Duryea - Emery - Emmott - Farney - Fiest - Escuela tipo "National Blue Ribbon School" en 1993-94 - Francone - Escuela tipo "National Blue Ribbon School" en 1991-92 - Frazier - Gleason - Hairgrove - Hamilton - Hancock - Hemmenway - Holbrook (Houston) - Holmsley - Horne - Jowell - Keith - Kirk | - Lamkin - Lee - Lieder - Lowery - Escuela tipo "National Blue Ribbon School" en 1991-92 - Matzke - McFee - Metcalf - Millsap - Moore - Owens - Escuela tipo "National Blue Ribbon School" en 1998-99 - Pope - Post - Postma - Reed - Rennell - A. Robison - M. Robinson - Sampson - Sheridan - Swenke - Tipps - Walker - Warner - Willbern - Wilson - Woodard - Yeager |

### Escuelas intermedias

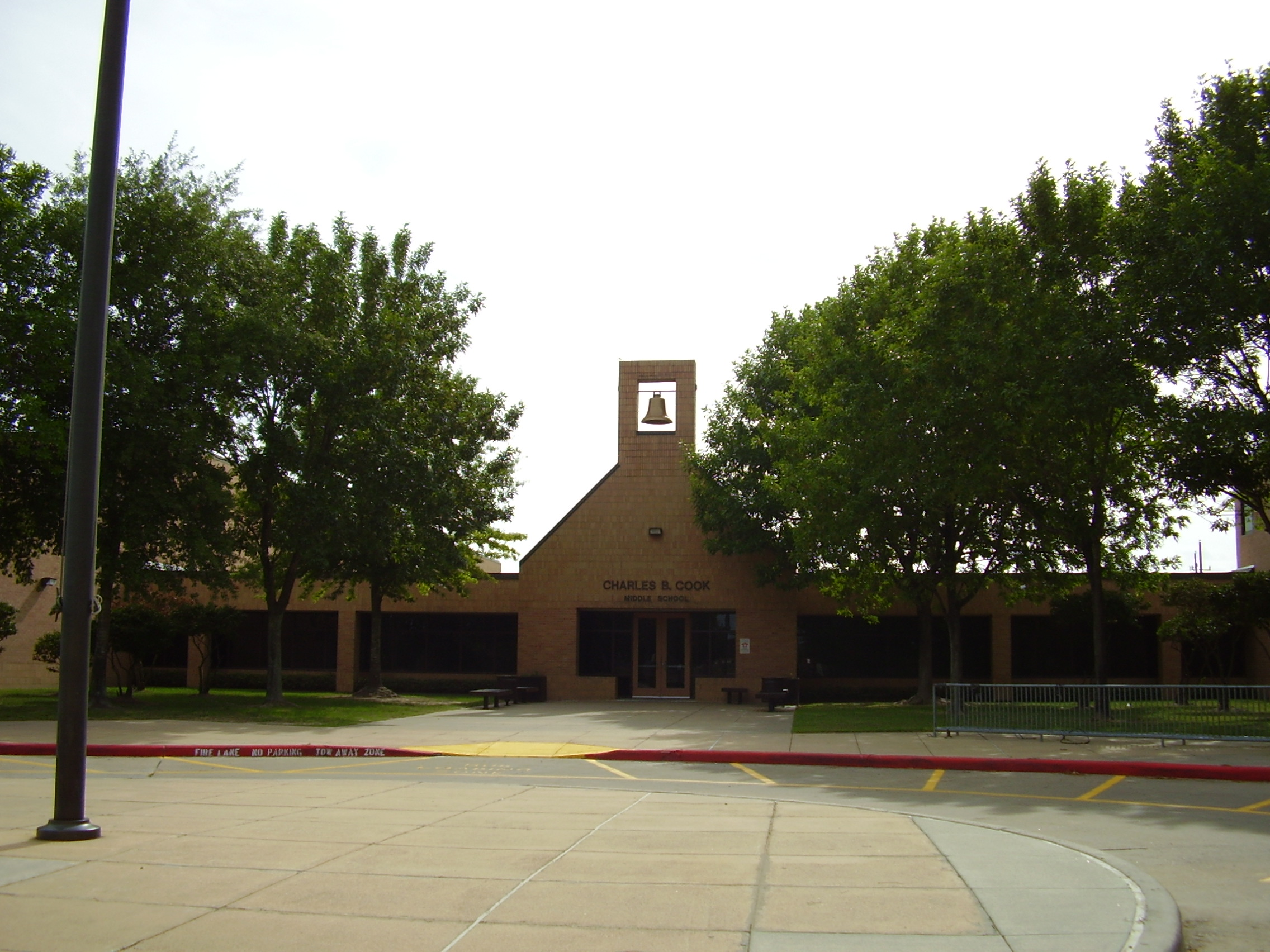
Escuela Intermedia Cook

| - Escuela Intermedia Anthony - Escuela Intermedia Aragon - Escuela Intermedia Arnold - Escuela tipo "National Blue Ribbon School" en 1990-91 y 1997-98 - Escuela Intermedia Bleyl - Escuela tipo "National Blue Ribbon School" en 1983-84 y 1990-91 - Escuela Intermedia Campbell - Escuela Intermedia Cook - Escuela Intermedia Dean (Houston) - Escuela Intermedia Goodson - Escuela Intermedia Hamilton | - Escuela Intermedia Hopper - Escuela Intermedia Kahla - Escuela Intermedia Labay - Escuela tipo "National Blue Ribbon School" en 1988-89, 1992-93, y 1997-98 - Escuela Intermedia Salyards Archivado el 9 de marzo de 2016 en Wayback Machine. - Escuela Intermedia Smith - Escuela Intermedia Spillane - Escuela Intermedia Thornton - Escuela tipo "National Blue Ribbon School" en 1999-2000 - Escuela Intermedia Truitt - Escuela Intermedia Watkins - Escuela tipo "National Blue Ribbon School" en 2001-02 |

### Escuelas secundarias

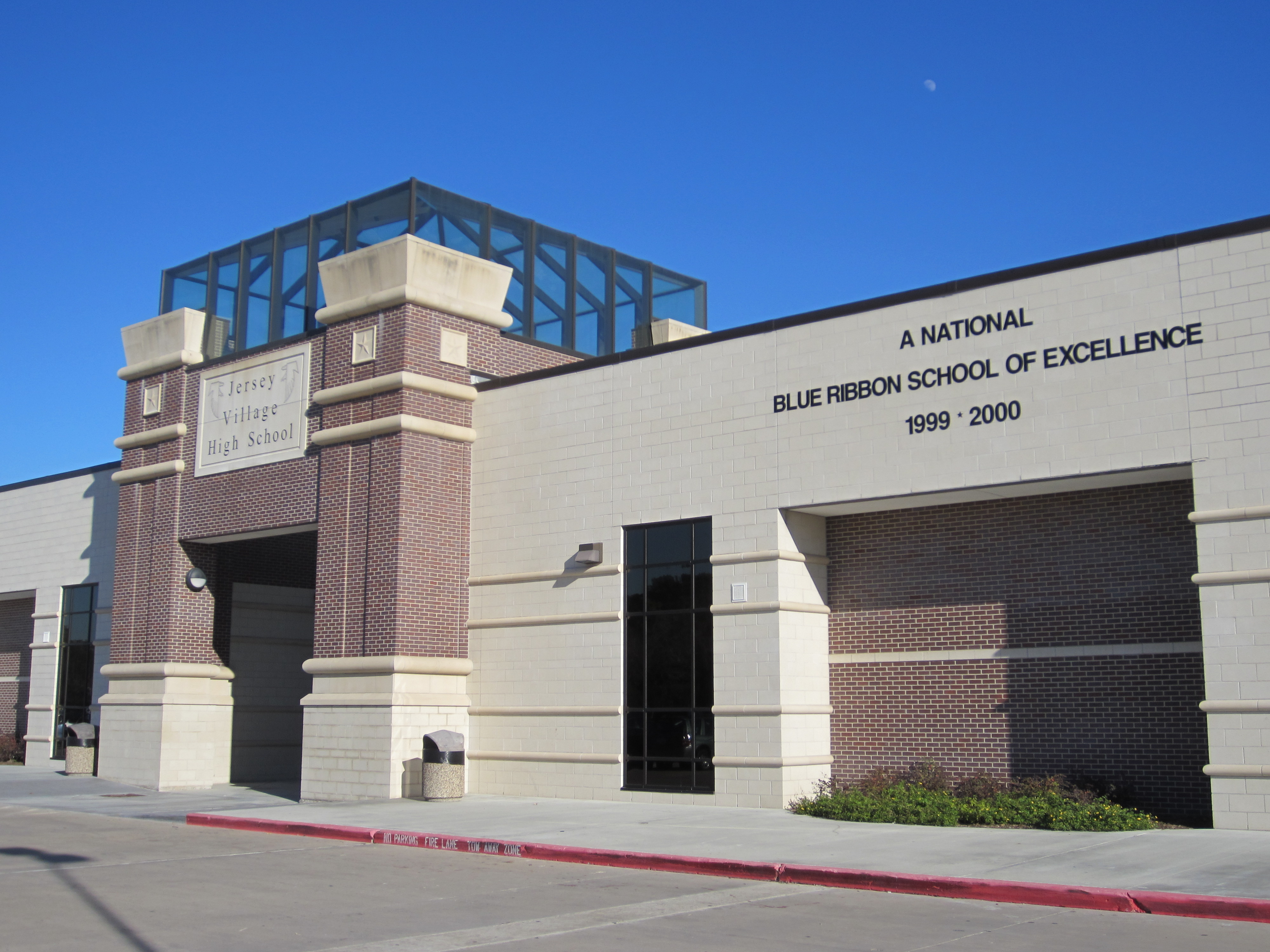
Escuela Secundaria Jersey Village

- Escuela Secundaria Cypress-Fairbanks (EN)
- Escuela Secundaria Jersey Village (EN
- Escuela Secundaria Cypress Creek (EN)
- Escuela Secundaria Langham Creek (EN)
- Escuela Secundaria Cypress Falls (EN)
- Escuela Secundaria Cypress Springs (EN)
- Escuela Secundaria Ridge
- Escuela Secundaria Woods
- Escuela Secundaria Ranch
- Escuela Secundaria Cypress Lakes
- Escuela Secundaria Cypress Park
- Escuela Secundaria Bridgeland